# Diocèse de Can Tho

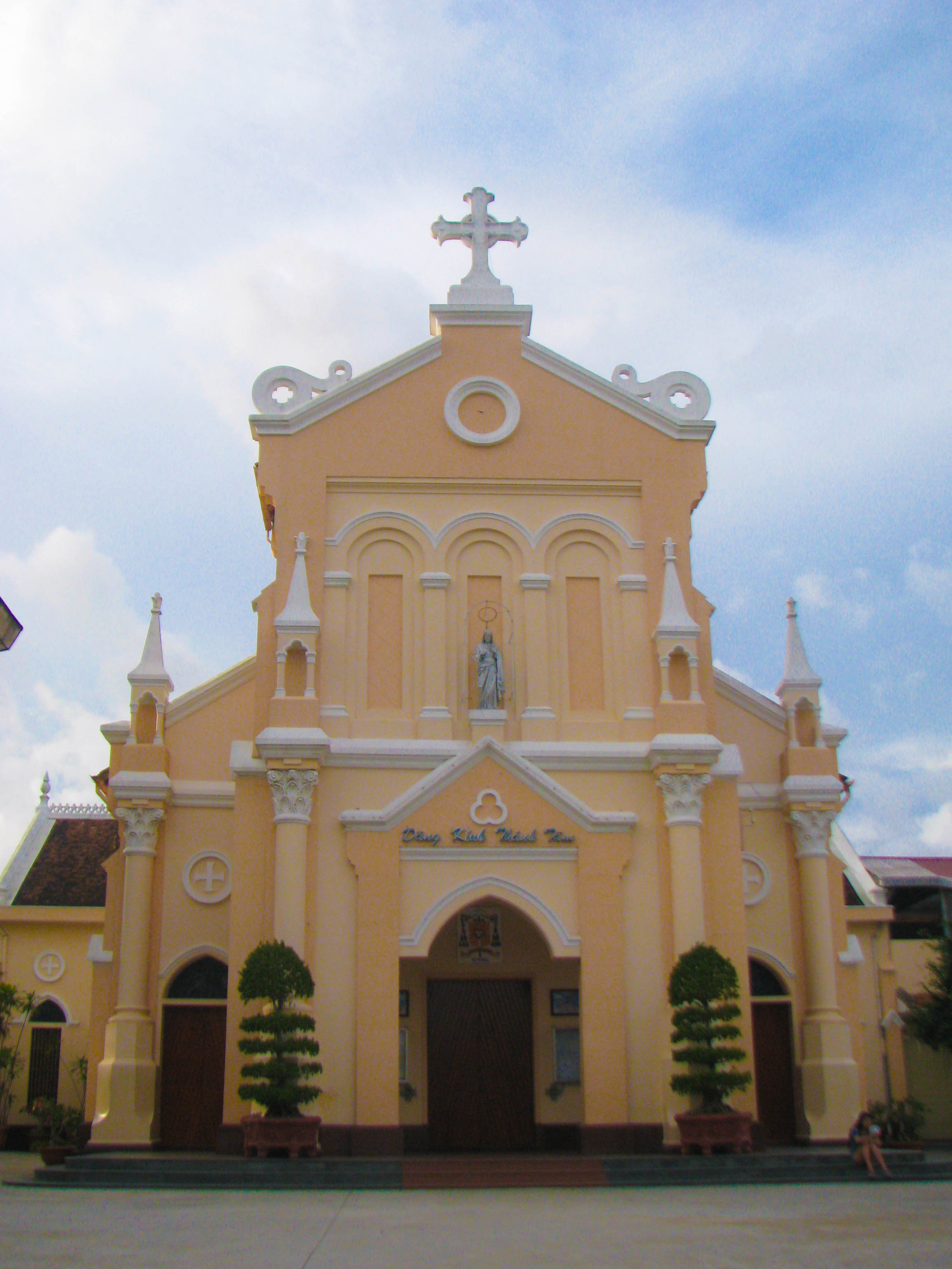
Cathédrale de Cân Tho.

Le diocèse de Can Tho (Dioecesis Canthoensis) est un territoire ecclésial de l'Église catholique au Viêt Nam suffragant de l'archidiocèse d'Hô-Chi-Minh-Ville (ex Saïgon). En 2006, il comptait 181 856 baptisés sur 4 836 900 habitants. Son titulaire actuel est Mgr Stéphane Tri Buu Thien.

## Territoire
Le diocèse comprend la ville de Cần Thơ, où se trouve la cathédrale du Sacré-Cœur-de-Jésus.
Le territoire est subdivisé en 131 paroisses.

## Historique
Le vicariat apostolique de Cân Tho a été érigé le 20 septembre 1955 par la bulle pontificale Quod Christus de Pie XII, recevant son territoire du vicariat apostolique de Phnom-Penh.
Le 24 novembre 1960, le vicariat apostolique a cédé une portion de son territoire à l'avantage du diocèse de Long Xuyên et a en même temps été élevé au rang de diocèse par la bulle Venerabilium Nostrorum de Jean XXIII.
Les séminaristes du diocèse suivent leur formation de futurs prêtres au séminaire Saint-Pierre-Doan-Cong-Quy (du nom d'un des martyrs du Viêt-Nam 1826-1859) ouvert en 1988 à Can Tho. C'est l'un des sept séminaires autorisés par les autorités gouvernementales du pays.

## Liste des ordinaires
- Paul Nguyên Van Binh † (20 septembre 1955 - 24 novembre 1960 nommé archevêque de Saïgon)
- Philippe Nguyên-Kim-Diên † (24 novembre 1960 - 30 septembre 1964 nommé archevêque coadjuteur de Hué)
- Jacques Nguyên Ngoc Quang † (22 mars 1965 - 20 juin 1990 décédé)
- Emmanuel Lê Phong Thuân † (20 juin 1990 - 17 octobre 2010 décédé)
- Stéphane Tri Buu Thien, depuis le 17 octobre 2010

## Statistiques
- 2006: 181 856 baptisés pour 4 836 900 habitants (3,8 %), 165 prêtres (tous diocésains), soit  1 102 baptisés par prêtre, aucun religieux et 698 religieuses dans 131 paroisses.
- 2014: 178 646 baptisés pour 5 105 416 habitants (3,5 %), 147 paroisses, 190 prêtres diocésains et 5 prêtres réguliers, 7 religieux et 458 religieuses, 91 séminaristes[1].

## Source
- Annuaire pontifical de  2007